# جوزپه دی جورجی
جوزپه دی جورجی (انگلیسی: Giuseppe de Giorgi؛ زادهٔ ۲۱ ژوئن ۱۹۵۳) فرد نظامی اهل ایتالیا است. او برندهٔ جوایزی همچون نشان شایستگی جمهوری ایتالیا و نشان شایستگی (لبنان) شده است.